# Översvämningarna i Europa 2002

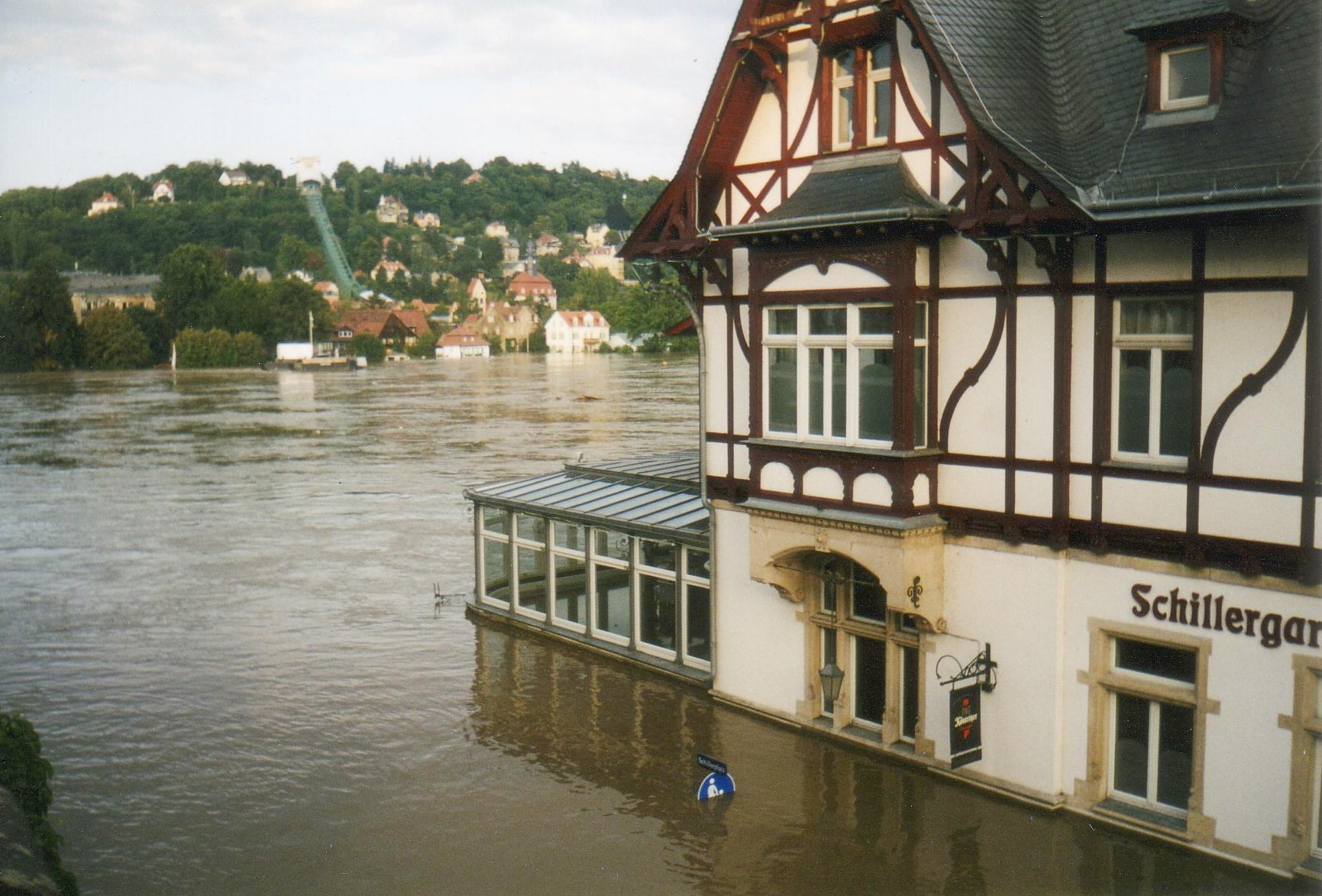
Elbe översvämmad i augusti 2002

Översvämningarna i Europa 2002 var en serie översvämningar som i augusti 2002 följde ett över en vecka långt intensivt regnväder i Europa. Flera människor omkom, tusentals blev hemlösa och skador för motsvarande miljarder euro uppstod i Tjeckien, Österrike, Tyskland, Slovakien, Polen, Ungern, Rumänien och Kroatien. Översvämningen var en så kallad hundraårsflod, som vanligtvis bara sker vart hundrade år.

### Fotnoter
1. ↑  ”Wild Weather Has Happened Before, Will Again”. USA Today. 19 augusti 2002. http://www.usatoday.com/weather/news/2002/2002-08-18-wildweather.htm. Läst 28 januari 2008.